# Camfranglais
Camfranglais ist eine kamerunische Variante der französischen Sprache.
Sie konkurriert in den urbanen Zentren Kameruns als Lingua franca mit dem Kamtok genannten Pidgin, das auf der Basis des Englischen gebildet ist. Camfranglais kam in den 1970er Jahren auf und ist besonders bei Jugendlichen beliebt, was unter anderem darauf zurückzuführen ist, dass viele regional populäre Musiker sich dieser Sprache bedienen. Neben den Amtssprachen existieren über 250 Sprachen in Kamerun, und es kommt fortwährend zu Vermengungen zwischen offiziellen Verkehrssprachen und regionalen Sprachen. Im Camfranglais wird die französische Grammatik nicht wesentlich verändert, sodass französische Muttersprachler anderer Länder das Camfranglais verstehen können, wenn sie einige aus anderen Sprachen übernommene Wörter dazulernen. Obwohl die Wortschöpfung suggeriert, dass es sich um eine Synthese des Französischen und Englischen handelt, sind doch aus dem Englischen bzw. Kamtok nur einige Wörter entlehnt.